# Niccolò Mornati

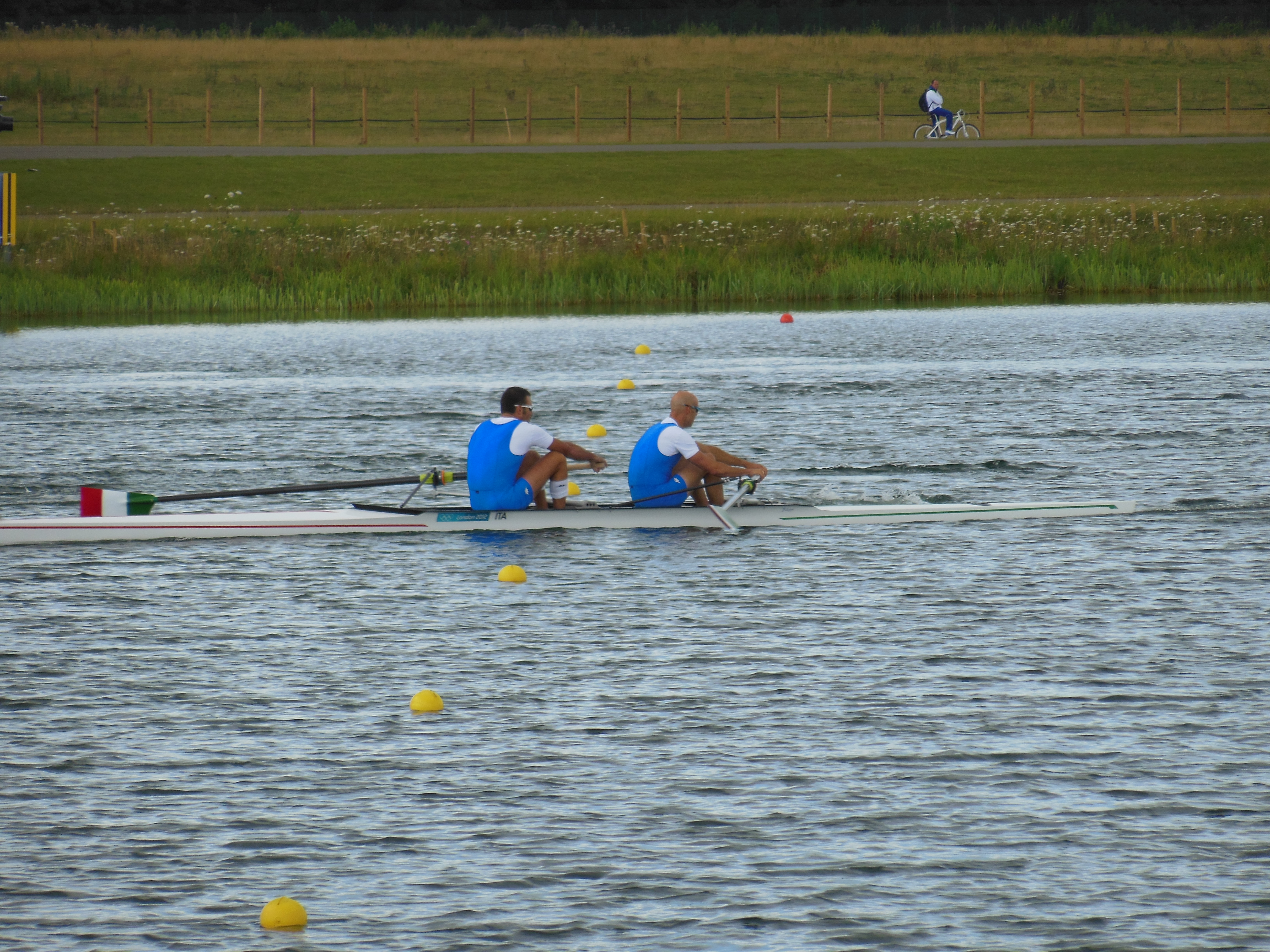
Der italienische Zweier 2012, Mornati sitzt links

Niccolò Mornati (* 28. Oktober 1980 in Lecco) ist ein ehemaliger italienischer Ruderer, der fünf Weltmeisterschaftsmedaillen gewann.

## Sportliche Karriere
Der 1,97 m große Mornati war bei den U23-Weltmeisterschaften 1999 Fünfter mit dem Vierer mit Steuermann, 2002 gewann er in dieser Bootsklasse den Titel. Sein Debüt bei Weltmeisterschaften in der Erwachsenenklasse gab er 2001 mit einem elften Platz im Achter. Bei den Weltmeisterschaften 2002 gewann er die Silbermedaille im Vierer ohne Steuermann. Bei den Olympischen Spielen 2004 gewann der italienische Achter mit Niccolò Mornati das B-Finale und belegte in der Gesamtwertung den siebten Platz.
Von 2005 bis 2007 gewann Mornati drei Silbermedaillen bei Weltmeisterschaften, bei den Olympischen Spielen 2008 erreichte Mornati im Vierer ohne Steuermann nur den elften Platz. Ab 2010 ruderte Mornati im Zweier ohne Steuermann mit Lorenzo Carboncini, mit dem er zwei Silbermedaillen bei Europameisterschaften und eine Bronzemedaille bei den Weltmeisterschaften 2011 gewann. Beim zunächst letzten internationalen Auftritt von Niccolò Mornati belegten die beiden den vierten Platz bei den Olympischen Spielen 2012.
In der Saison 2015 startete Mornati ein Comeback und ruderte zunächst im Achter beim Ruder-Weltcup. Danach wurde er mit Vincenzo Capelli im Zweier ohne Steuermann für die Weltmeisterschaften gepaart, wo die beiden den fünften Platz und die Olympiaqualifikation der Bootsklasse für Italien erreichten. In der olympischen Saison bereiteten sich Mornati und Capelli auf die Spiele von Rio vor und starteten erfolgreich beim Weltcup. Mornati wurde am 6. April allerdings einer Dopingkontrolle unterzogen und positiv auf das Maskierungsmittel Anastrozol getestet. Er wurde zunächst im Juli 2016 für vier Jahre bis 2020 vom aktiven Sport gesperrt, nach der Berufung wurde die Sperre auf zwei Jahre reduziert.

## Internationale Endkampfplatzierungen
(OS=Olympische Spiele; WM=Weltmeisterschaften; EM=Europameisterschaften)
- WM 2002: 3. Platz mit dem Vierer ohne Steuermann (Niccolò Mornati, Raffaello Leonardo, Lorenzo Carboncini, Carlo Mornati)
- WM 2003: 5. Platz mit dem Vierer ohne Steuermann (Niccolò Mornati, Raffaello Leonardo, Lorenzo Carboncini, Carlo Mornati)
- WM 2005: 2. Platz mit dem Achter (Lorenzo Carboncini, Niccolò Mornati, Pierpaolo Frattini, Valerio Pinton, Mario Palmisano, Dario Dentale, Raffaello Leonardo, Carlo Mornati und Steuermann Gaetano Iannuzzi)
- WM 2006: 2. Platz mit dem Achter (Lorenzo Carboncini, Niccolò Mornati, Luca Agamennoni, Alessio Sartori, Mario Palmisano, Dario Dentale, Pierpaolo Frattini, Carlo Mornati und Steuermann Gaetano Iannuzzi)
- WM 2007: 2. Platz mit dem Vierer ohne Steuermann (Carlo Mornati, Alessio Sartori, Niccolò Mornati, Lorenzo Carboncini)
- WM 2009: 6. Platz mit dem Achter (Romano Battisti, Marco Resemini, Raffaello Leonardo, Pierpaolo Frattini, Dario Dentale, Francesco Fossi, Niccolò Mornati, Lorenzo Carboncini und Steuermann Gaetano Iannuzzi)
- EM 2009: 5. Platz mit dem Achter (Romano Battisti, Marco Resemini, Raffaello Leonardo, Francesco Fossi, Dario Dentale, Pierpaolo Frattini, Niccolò Mornati, Lorenzo Carboncini und Steuermann Gaetano Iannuzzi)
- EM 2010: 2. Platz mit dem Zweier ohne Steuermann (Lorenzo Carboncini, Niccolò Mornati)
- WM 2010: 4. Platz mit dem Zweier ohne Steuermann (Lorenzo Carboncini, Niccolò Mornati)
- WM 2011: 3. Platz mit dem Zweier ohne Steuermann (Niccolò Mornati, Lorenzo Carboncini)
- EM 2011: 2. Platz mit dem Zweier ohne Steuermann (Niccolò Mornati, Lorenzo Carboncini)
- OS 2012: 4. Platz mit dem Zweier ohne Steuermann (Niccolò Mornati, Lorenzo Carboncini)
- WM 2015: 5. Platz mit dem Zweier ohne Steuermann (Niccolò Mornati, Vincenzo Capelli)